# Корецкий (ручей)
Корецкий (укр. Корецький) — ручей, правый приток Десны, протекающий по Коропскому району (Черниговская область, Украина). На карте Шуберта река именуется Немига.

## География
Длина — 13 км. Бассейн — км².
Русло сильно-извилистое с крутыми поворотами (меандрированное) в приустьевой части. У истоков русло пересыхает. В среднем течении русло выпрямлено в канал (канализировано) с примыкающей сетью каналов (магистральный канал шириной 5 и глубиной 1,5 м). В нижнем течении русло расширяется, в приустьевой части протекает через несколько озёр.
Ручей берёт начало в лесу урочища Оболонская дача, что южнее села Поляна (Коропский район). Ручей течёт на юг. Впадает в Десну севернее села Сохачи (Коропский район).
Пойма занята в среднем течении — участками с лугами, лесами (в верхнем течении — доминирование сосны и березы, в нижнем — дуба).
Притоки: нет крупных.
Населённые пункты на реке:
1. Гута